# Jagdpanther
Jagdpanther, eller Jagdpanzer V var en tysk panserjager fra den anden verdenskrig. Den var bygget på chassiset fra kampvognen Panzer V Panther.

## Udvikling
Udviklingen af Jagdpantheren blev påbegyndt i efteråret 1942. Det var foranlediget af et kritisk behov for en kampvogn bevæbnet med den kraftigere 88 L71 kampvogns kanons som det ikke var lykkedes at indbygge i Tiger I. Den fik først betegnelsen SdKfz 173. Det var Adolf Hitler selv, der senere gav den navnet Jagdpanther. Serieproduktionen af Jagdpantheren startede tidligt i 1944.
Jagdpanther blev udstyret med den samme kraftige 88 mm kanon som Tiger II. Den var derudover også bevæbnet med et 7,92 mm maskingevær, der var beregnet til nærforsvar.
Fordelen var det var dels nemmere og billigere at producerer den og dels var det ubrudte forpanser ideelt for forsvar. Ulempen var det stærkt begrænsede skudfelt, hvorved en langsom drejning af hele vognen var nødvendig ved trusler kommende fra alle andre sider end forsiden. Dels var det tidskrævende set i forhold hvor hurtigt trusler kunne dukke op og skyde og dels var sidepanseret relativt meget tyndere og derved sårbar. Dernæst ville stillingen meget nemmere blive afsløret når hele kampvognen skulle drejes for at skifte kanonens sigte. Samtidig gav al den drejen et enormt slid på de for drejning nødvendige dele som skulle bære belastningen af de mange tons hurtigt. Her tænkes på blandt andet larvebælter og transmission fra gearkassen til drivhjulene.
Kommando udgaver blev også bygget på bekostning af mængden af ammunition til fordel for ekstra radioudstyr. Udvendigt kunne en kommandovogn identificeres ved at have monteret en stjerneantenne frem for den normale stavantenne.
Som den normale Panther-kampvogn blev mindre forbedringer indført løbende, hvor især kan nævnes systemet oven på hækken til genindvinding af varm udstødsningsluft til opvarmning af besætningskabinen under vinterbehov. Tillige skifede udstødningen udseende for bedre at skjule udstødningsflammer. Denne lignede nærmest tykt rør frem for de tidligere tynde rør.
Senere modeller fik også flyttet kanonens rensesæt fra venstre siden til at være monteret bagerst på hækken.

## Produktion
Der blev produceret ca. 420 eksemplarer af Jagdpantheren i løbet af 1944 og 1945. Alle på Ausf G udgaven og var derfor ikke notorisk mekanisk upålidelige som ellers plagede de tidligere udgaver af Panther især i Aufs D og Aufs A udgaverne. Størsteparten af disse gjorde tjeneste på Østfronten, på Vestfronten i Frankrig og ellers i forsvarskampene i Tyskland. De sidste tre blev leveret fra fabrikken direkte til kampenheden der forsvarede området mod de fremtrængende amerikanere. Efter krigen blev en enkelt produceret på foranledning og under nøje overvågning af englænderne og brugt til tests i England.
Billeder fra fabriksområderne den blev produceret på, antyder at mindst 500 var bestilt af hæren.
Som andre tyske kampvogne produceret fra 1944 og frem var den plaget af mangel på de rigtige råstoffer til at blande en god stål og skud fra kalibre den forventedes at kunne modstå fik svejsede samlinger til at krakelere så den simpelthen faldt fra hinanden eller at ikke-gennemtrængende skud fik panserpladen til at smuldre indefra og med høj fart fik disse fragmenter til at fare rundt i mandskabskabinen til fare for udstyr og besætning.